# وينديل بيري
وينديل بيري (بالإنجليزية: Wendell Berry)‏‏ (5 أغسطس 1934 في مقاطعة هنري - ) شاعر، وروائي، وكاتب، وفلاح، ومؤلف من الولايات المتحدة. كان أيضًا زميلًا في الأكاديمية الأمريكية للفنون والعلوم عام 2013. حاز بيري على جائزة ريتشارد سي. هولبروك للإنجاز المتميز لعام 2013. في 28 يناير من العام 2015، أصبح أول كاتب حي يُكرّم كأحد مشاهير الكتّاب في كنتاكي.

## حياته
كان بيري الأول بين أربعة أبناء لجون مارشال بيري، وهو محام ومزارع تبغ في مقاطعة هنري في كنتاكي، وفرجينيا إردمان بيري. كانت عائلات كلا الوالدين من المزارعين في مقاطعة هنري منذ خمسة أجيال على الأقل. التحق بيري بالمدرسة الثانوية في معهد ميلرسبورغ العسكري، ثم حصل على شهادة البكالوريوس عام 1956 وماجستير اللغة الإنكليزية من جامعة كنتاكي. تزوج من تانيا أميكس في نفس العام، ثم التحق عام 1958 ببرنامج الكتابة الإبداعية بجامعة ستانفورد حيث درس تحت إشراف ستيجنر في ندوة شملت لاري مكمورتري، وروبرت ستون، وإرنست غينز، وتيلي أولسن، وكين كيسي.
أخذت زمالة مؤسسة جون سيمون غوغنهايم بيري وعائلته إلى إيطاليا وفرنسا في عام 1961، حيث تعرف على والاس فاولي، الناقد والمترجم الأدبي الفرنسي. درّس بيري اللغة الإنكليزية من عام 1962 إلى عام 1964 في جامعة نيويورك في برونكس، ثم بدأ بتدريس الكتابة الإبداعية بجامعة كنتاكي عام 1964 ليستقيل منها عام 1977. خلال هذا الوقت في ليكسينغتون، تعرف على المؤلف غي دافنبورت، وعلى المؤلف والراهب توماس ميرتون والمصور رالف يوجين ميتيارد.
في 4 يوليو 1965، انتقل بيري وزوجته وطفليه إلى مزرعة اشتراها، وبدأ بزراعة الذرة والحبوب الصغيرة على أرض مزرعة تحولت في نهاية المطاف إلى منزل مساحته نحو 117 فدانًا (0.47 كيلومتر مربع). اشتروا أول قطيع من سبع أغنام عام 1978. عاش بيري وزرع وكتب في لينز لاندينغ منذ ذلك الحين. كتب عن تجاربه المبكرة في المزرعة وعن قراره بالعودة إليها في مقالات عدة.
بين عامي 1977 و 1980، حرر وكتب في دار رودال للنشر، بما في ذلك منشوراتها «البستنة والزراعة العضوية» و«المزرعة الجديدة»، ليعود بين عامي 1987 و 1993 إلى قسم اللغة الإنجليزية بجامعة كنتاكي.  كتب بيري ما لا يقل عن خمسة وعشرين كتابًا من القصائد وستة عشر مجلدًا من المقالات، وإحدى عشرة رواية، ومجموعات للقصص قصيرة. ترتكز كتاباته على فكرة أن عمل الفرد يجب أن يكون متجذرًا ومستجيبًا لمكانه.
انتقد بيري، الذي يصف نفسه بأنه «شخص يأخذ الإنجيل على محمل الجد»، المنظمات المسيحية لفشلها في مواجهة الانحلال الثقافي عندما يتعلق الأمر بتدهور البيئة، وأظهر استعدادًا لانتقاد ما يعتبره غطرسة بعض المسيحيين. كان بيري من دعاة السلامية المسيحية، كما هو موضح في كتابه «طوبى لصانعي السلام: تعاليم المسيح عن الحب والرحمة والغفران» الصادر عام 2005.
بيري هو زميل في أكاديمية تيمينوس في بريطانيا، وهو مجتمع مكرس لدراسة جميع الأديان والمساعي الروحية. ينشر بيري بشكل متكرر في مجلة مراجعات تيمينوس الأكاديمية وهي مجلة سنوية يمولها أمير ويلز.

## نشاطيّته
في 10 فبراير من العام 1968، أصدر بيري «بيانًا ضد الحرب في فيتنام» خلال مؤتمر كنتاكي للحرب والتجنيد بجامعة كنتاكي في ليكسينغتون.
في 3 يونيو من عام 1979، شارك بيري في العصيان المدني اللاعنفي ضد بناء محطة للطاقة النووية في ماربل هيل، إنديانا. يصف «هذا الحدث الخالي تقريبًا من الأحداث» ويتوسع بشرح أسبابه في مقالته «المفاعل والحديقة».
في 9 فبراير من العام 2003، نُشر مقال بيري بعنوان «استجابة مواطن لاستراتيجية الأمن القومي للولايات المتحدة» كإعلان على صفحة كاملة في صحيفة النيويورك تايمز. افتتح بيري المقال -كان بيري ناقدًا لاستراتيجية إدارة جورج بوش الابن الدولية لما بعد أحداث الحادي عشر من سبتمبر- من خلال التأكيد أن «إستراتيجية الأمن القومي الجديدة التي نشرها البيت الأبيض في سبتمبر من العام  2002، إذا ما نُفّذت، ستمثل نسخة متطرفة راديكالية لطابع أمتنا السياسي».
في 4 يناير من العام 2009، نشر بيري وويس جاكسون، رئيس معهد الأرض، مقالة افتتاحية في النيويورك تايمز بعنوان «مشروع قانون المزارع لمدة 50 عامًا». اجتمع بيري وجاكسون وفريد كيرشمان في يوليو 2009 في العاصمة واشنطن للترويج لهذه الفكرة. كتب بيري وجاكسون: «نحن بحاجة إلى قانون للمزارع مدته 50 عامًا، يعالج بشكل مباشر مشكلات فقدان التربة وتدهورها والتلوث السام والاعتماد على الوقود الأحفوري وتدمير المجتمعات الريفية».
وفي يناير من العام نفسه، أصدر بيري بيانًا معارضًا لعقوبة الإعدام، والذي بدأ بـ: «نظرًا لأنني أشعر بعدم الارتياح الشديد إذا أنهيت حياة بشرية قبل ولادتها، فإنني أشعر أيضًا بعدم الارتياح الشديد إذا أُنهيت حياة إنسانية بعد ولادتها». وفي نوفمبر من نفس العام، أبرق بيري و38 كاتبًا آخر من كنتاكي إلى حاكم الولاية ستيف بشير والنائب العام جاك كونواي، يطلبون منهم فرض حظر على عقوبة الإعدام في تلك الولاية.
في 2 مارس من العام 2009، انضم بيري إلى أكثر من ألفي شخص آخرين في إغلاق البوابات المؤدية إلى محطة توليد الكهرباء التي تعمل بالفحم في واشنطن العاصمة دون استخدام العنف. لم يُقبض على أي شخص.
في 22 مايو من العام 2009، تحدث بيري في جلسة استماع في لويزفيل ضد النظام الوطني لتعريف الحيوان. قال: «إذا فرضتم هذا البرنامج على صغار المزارعين الذين يعانون بالفعل من أعباء ثقيلة، فسيتعين عليكم إرسال الشرطة لإلقاء القبض عليّ. أنا أبلغ من العمر 75 عامًا. لقد أكملت مسؤولياتي تجاه أسرتي. لن أخسر الكثير إذا دخلت السجن لمعارضتي برنامجكم - وسأضطر إلى الذهاب للسجن لأنني لن أتعاون».
في أكتوبر من العام 2009، تعاون بيري مع «مؤسسة كنتاكي البيئية في بيريا، إضافة إلى العديد من المنظمات الأخرى غير الربحية، لتقديم التماس والاحتجاج على بناء محطة لتوليد الطاقة تعمل بالفحم في مقاطعة كلارك في كنتاكي. في 28 فبراير 2011، وافقت لجنة الخدمة العامة في كنتاكي على إلغاء محطة الطاقة المذكورة.
في 20 ديسمبر 2009، وبسبب ارتباط جامعة كنتاكي الوثيق بمصالح الفحم في الولاية، سحب بيري أوراقه من الجامعة. وشرح لصحيفة ليكسينغتون هيرالد ليدر قائلًا: «لا أعتقد أن جامعة كنتاكي تتودد لصناعة الفحم وتظل صديقةً لي والمصالح التي دافعت عنها طوال 45 عامًا.... إذا كانوا يحبون صناعة الفحم لهذه الدرجة، لا بد لي إذًا أن ألغي صداقتي». في أغسطس 2012، تبرع بالأوراق لجمعية كنتاكي التاريخية في فرانكفورت، ولاية كنتاكي.
في 28 سبتمبر من العام 2010، شارك بيري في تجمع حاشد في لويزفيل خلال جلسة استماع لوكالة حماية البيئة حول كيفية إدارة رماد الفحم. قال بيري: «تعرف وكالة حماية البيئة أن رماد الفحم هو السم. نطلب منهم فقط أن يؤمنوا بالنتائج التي توصلوا إليها بشأن هذه المسألة، والقيام بواجباتهم».
أمضى بيري عطلة نهاية الأسبوع في 12 فبراير من العام 2011 مع 14 محتجًا آخر في مكتب محافظ كنتاكي للمطالبة بوضع حد لتعدين الفحم في قمم الجبال.
عام 2011، أنشئ مركز بيري في نيو كاسل، كنتاكي، «لجذب الاهتمام والتركيز والتماسك نحو جهود تغيير نظام الزراعة الصناعية المدمر لدينا، وتحويله إلي نظام وثقافة يستخدمان الطبيعة معيارًا، ولا يقبلان أي ضرر يلحق بالبيئة ويراعيان صحة الإنسان في المجتمعات المحلية».

## الجوائز
- زمالة غوغنهايم
- جائزة الحريات الأربع - ميدالية الحرية
- Poets' Prize [الإنجليزية]‏
- الوسام الوطني للعلوم الإنسانية  [لغات أخرى]‏
- جائزة محاضر جفرسون  [لغات أخرى]‏
- جائزة هلمريتش  [لغات أخرى]‏
- جائزة توماس ميرتون [الإنجليزية]‏
- زميل الأكاديمية الأمريكية للفنون والعلوم

## روابط خارجية
- وينديل بيري على موقع IMDb (الإنجليزية)
- وينديل بيري على موقع الموسوعة البريطانية (الإنجليزية)
- وينديل بيري على موقع ميوزك برينز (الإنجليزية)
- وينديل بيري على موقع إن إن دي بي (الإنجليزية)
- وينديل بيري على موقع قاعدة بيانات الفيلم (الإنجليزية)